# Janez Leopold Šmigoc
Janez Krstnik Leopold Šmigoc, slovenski pravnik in slovničar, * 6. junij 1787, Gruškovec, † 14. avgust 1829, Ptuj.

## Življenje in delo
Gimnazijo je verjetno obiskoval v Gradcu (1801–07), kjer je nato v letih 1807–09 obiskoval licej in do 1813 študiral pravo. Nadaljnja življenjska pot do 1818 ni znana; za tem je bil magistratni uradnik na Ptuju, od 1822 do smrti pa oskrbnik na Ptujskem gradu.
Šmigoc je bil med prvimi člani društva Societas slovenica, ki ga je v Gradcu 1810 ustanovil J. Primic. Izpisoval in prevajal je besede, se potegoval za mesto profesorja na graškem liceju in za pouk slovnice po Kopitarjevem zgledu sestavil slovnico Theoretisch-praktische Windische Sprachlehre (Gradec, 1812), namenjene tujcem za učenje slovenščine. Slovnica z vzhodnoštajerskimi posebnostmi v oblikovanju in besedju je vsebovala tudi vaje in dvojezična slovensko-nemška besedila (zbirka besed po tematskih skupinah, vsakdanji pogovori in obsežen slovarček, ki ga je kasneje uporabil A. Murko v svojem slovarju). To je pripomoglo, da je Kopitar kot cenzor slovnico odobril, čeprav jo je drugače imel za zelo povprečno. 